# (208) Lacrimosa
(208) Lacrimosa es un asteroide perteneciente al cinturón de asteroides descubierto el 21 de octubre de 1879 por Johann Palisa desde el observatorio de Pula, Croacia.
Está nombrado a partir de la palabra en latín para lágrima.
Forma parte de la familia asteroidal de Coronis.